# Elodina sota
Elodina sota is een vlindersoort uit de familie van de Pieridae (witjes), onderfamilie Pierinae.
Elodina sota werd in 1956 beschreven door Eliot.